# Angiolipoma
O angiolipoma é um nódulo subcutâneo com estrutura vascular, com todas as outras características de um lipoma típico. Eles geralmente são dolorosos.:624 Os angiolipomas se manifestam como múltiplos nódulos subcutâneos dolorosos, geralmente nos membros superiores. Podem ocorrer esporadicamente, com histórico familiar ou após trauma. Os angiolipomas podem ser vistos em tomografias computadorizadas e ressonâncias magnéticas, mas o diagnóstico é feito com base na histopatologia. A excisão total ou a lipoaspiração são usadas para tratar os angiolipomas. Eles são mais comuns em homens e geralmente aparecem na segunda e terceira décadas de vida.

## Sinais e sintomas
O angiolipoma geralmente se manifesta como muitos nódulos subcutâneos dolorosos (solitários em apenas um terço dos pacientes), mais comumente originados nos membros superiores (dos quais o antebraço representa cerca de dois terços), no tronco e nos membros inferiores. Essas lesões são bem definidas, geralmente medindo menos de 4 cm.

## Causas
Na maioria das vezes, os angiolipomas ocorrem aleatoriamente; entretanto, em uma pequena porcentagem de casos, há um histórico familiar aparente. Geralmente, um histórico de trauma está relacionado a ele. Os angiolipomas frequentemente apresentam mutações no PRKD2 [en], de acordo com um estudo recente.

## Diagnóstico
O diagnóstico pré-operatório do angiolipoma geralmente envolve a tomografia computadorizada (TC) com uma massa hiperecóica e a ressonância magnética (RM). No entanto, essas técnicas não são muito boas para fornecer um diagnóstico conclusivo para essas malignidades. Por esse motivo, um estudo histológico é frequentemente necessário para fornecer um diagnóstico definitivo.
Do ponto de vista histológico, os angiolipomas exibem um crescimento adipocítico maduro variável ligado a um componente vascular. A proliferação de tamanho capilar que compõe a maior parte da rede vascular é mais perceptível na periferia. A presença de microtrombos de fibrina, uma característica morfológica quase exclusiva do angiolipoma, é característica dos vasos sanguíneos. A lesão pode ser adipocítica, e o grau de desenvolvimento capilar pode variar de insignificante a proeminente (angiolipoma celular).

## Tratamento
A excisão total ou a lipoaspiração é o curso de ação adequado para o tratamento de angiolipomas. Após a excisão, o subtipo não infiltrante normalmente não recorre. A excisão ampla com margens distintas é necessária para reduzir a probabilidade de recorrência, pois o subtipo infiltrante está associado a uma taxa de recorrência de 35% a 50%.

## Epidemiologia
O angiolipoma representa de 5% a 17% de todos os lipomas. O pico de incidência ocorre na segunda e terceira décadas de vida. Eles afetam principalmente os homens.